# Góry Księcia Karola
Góry Księcia Karola – góry na Antarktydzie Wschodniej, na Ziemi Mac Robertsona.

## Odkrycie i nazwa
Góry te zostały odkryte i sfotografowane podczas lotów zwiadowczych w ramach amerykańskiej Operacji Highjump w lecie 1946/1947. W latach 1954–1961 zostały przebadane i skartowane przez Australijczyków. W 1956 roku zostały nazwane na cześć księcia Karola, następcy tronu brytyjskiego.

## Geografia
Góry Księcia Karola to grupa nunataków, szczytów górskich i masywów o płaskich szczytach. W skład Gór Księcia Karola wchodzą pasma Atos, Portos i Aramis, nazwane imionami bohaterów powieści Trzej muszkieterowie.
W północno-wschodnich Górach Księcia Karola znajduje się oaza antarktyczna (obszar wolny od lodu), zwana Oazą Amery’ego. W jej centrum leży jezioro Beaver Lake, nad którym znajduje się rosyjska (wcześniej radziecka) letnia stacja polarna Sojuz. Zarówno radzieccy, jak i australijscy badacze (z położonej na wybrzeżu stacji Mawson) zakładali w tych górach obozy podczas szeroko zakrojonych prac badawczych.

## Geologia
Góry te stanowią odsłonięcie podłoża skalnego Antarktydy Wschodniej, związane z obniżeniem lądolodu w rejonie Lodowca Lamberta, ponad doliną ryftową wcinającą się w kontynent. Odsłaniają się tam skały o zróżnicowanym wieku. Skały platformy prekambryjskiej to głównie proterozoiczne (z dodatkiem archaicznych) skały osadowe i magmowe, zdeformowane i zmetamorfizowane około 1 mld lat temu; przecinają je intruzje z okresu kambru. Na nich leżą permskie i triasowe skały osadowe, oraz w mniejszych ilościach młodsze skały, w tym także skały wylewne. Południowa część gór reprezentuje archaiczny terran, podczas gdy północna to proterozoiczny pas fałdowy.
W Górach Księcia Karola występuje węgiel, podobnie jak w Górach Transantarktycznych. Złoża te jednak są starsze, liczą około 250 milionów lat (perm). Odsłaniają się także złoża rudy żelaza powstałe ok. 2 miliardów lat temu, które w innych częściach Antarktydy Wschodniej są ukryte pod lodem. Metody magnetometryczne wskazują, że złoże odkryte na Mount Ruker kontynuuje się pod lodowcem na długości 100 km. W Górach Księcia Karola odkryto także kimberlity, rzadkie skały z płaszcza Ziemi, zawierające diamenty. Mają one wiek około 120 milionów lat (kreda), podobnie jak kimberlity z innych części prehistorycznego superkontynentu Gondwany (np. Indii, Afryki Południowej).